# Ian James Corlett
Ian James Corlett (29 de agosto de 1962) es un actor de voz , productor de televisión y autor canadiense. Es el creador de las series animadas Ser Ian y Yvon del Yukón. También es reconocido por doblar la voz de Goku en inglés para la serie Dragon Ball Z en 1990.